# アルフレッド・スティーグリッツ
アルフレッド・スティーグリッツ（Alfred Stieglitz, 1864年1月1日 - 1946年7月13日）は、アメリカの写真家。

## 来歴
彼は、ドイツからのユダヤ系移民の子供として、ニュージャージー州ホーボーケンで生まれた。1881年、ドイツのベルリンポリテクニック留学中に写真化学を学んで写真を撮り始めた。1890年、アメリカに帰って写真製版の仕事を始めるとともに欧州の写真芸術を母国に導入した。1902年、グループ・フォト・セセッション（Photo-Secession）を設立、1903年、機関誌『カメラ・ワーク』を発行するなどピクトリアリスムを広めたが、その後ストレートフォトグラフィに転じ、後世の多くの写真家に大きな影響を与えた。
1905年、ニューヨーク5番街291で通称291ギャラリーを開廊、写真のみならずヨーロッパの近代絵画や前衛美術を紹介しその普及に努めた。
スティーグリッツは、シャーウッド・アンダスン、ハート・クレイン、ウィリアム・カルロス・ウィリアムズなどに畏敬されており、同時代の音楽批評家 ポール・ローゼンフェルド以上にモダニズム運動の中心的存在として、本来の写真芸術ばかりでなく、文藝のほとんどすべての分野に深くかかわった。
画家のジョージア・オキーフの夫としても知られる。

## 代表作
- 三等船室 （The Steerage, 1907）,
- 「イクィヴァレント（等価）」シリーズ（Equivalent, 1920s and 1930s）

## 作品

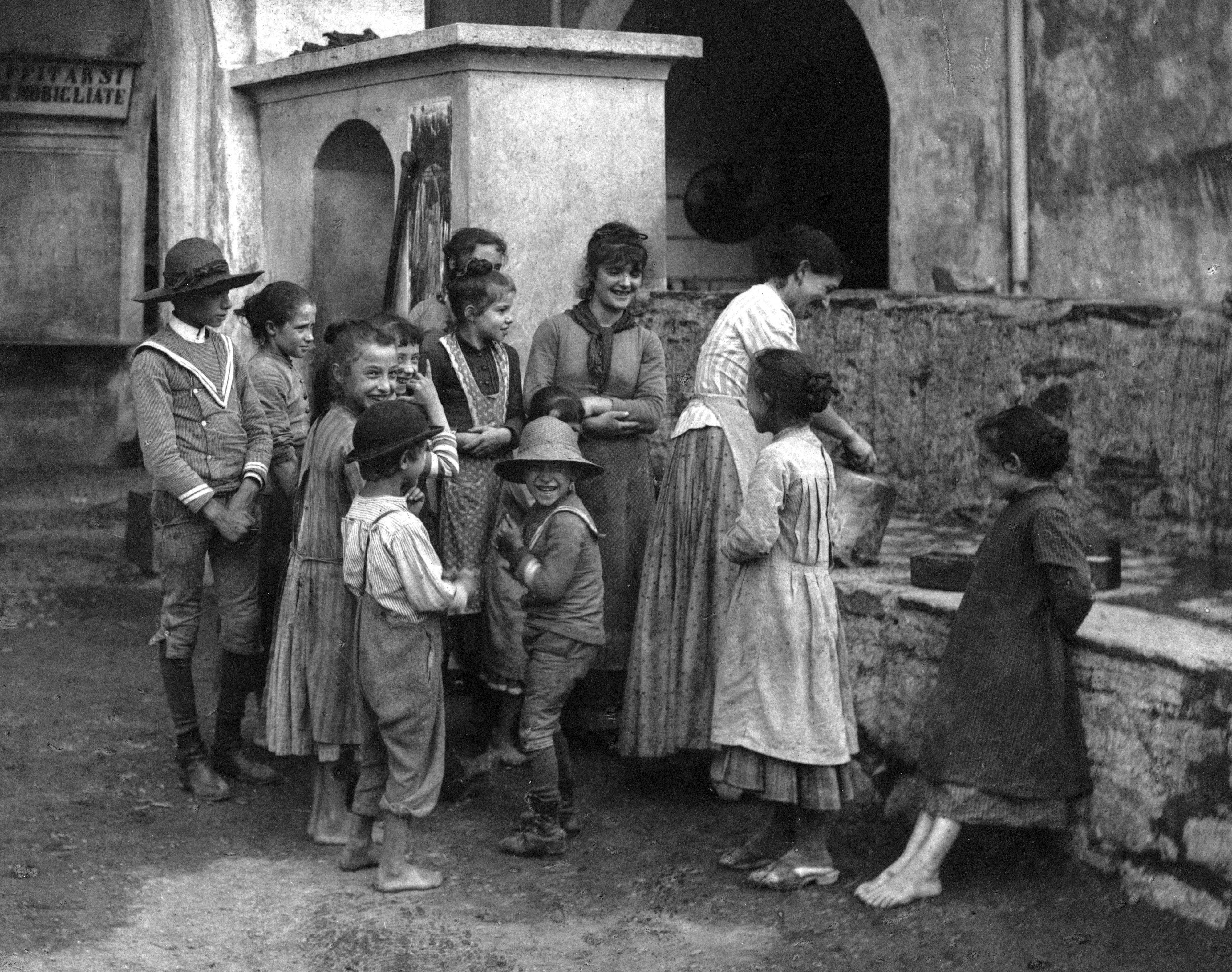
The Last Joke, Bellagio（英語版）,1887
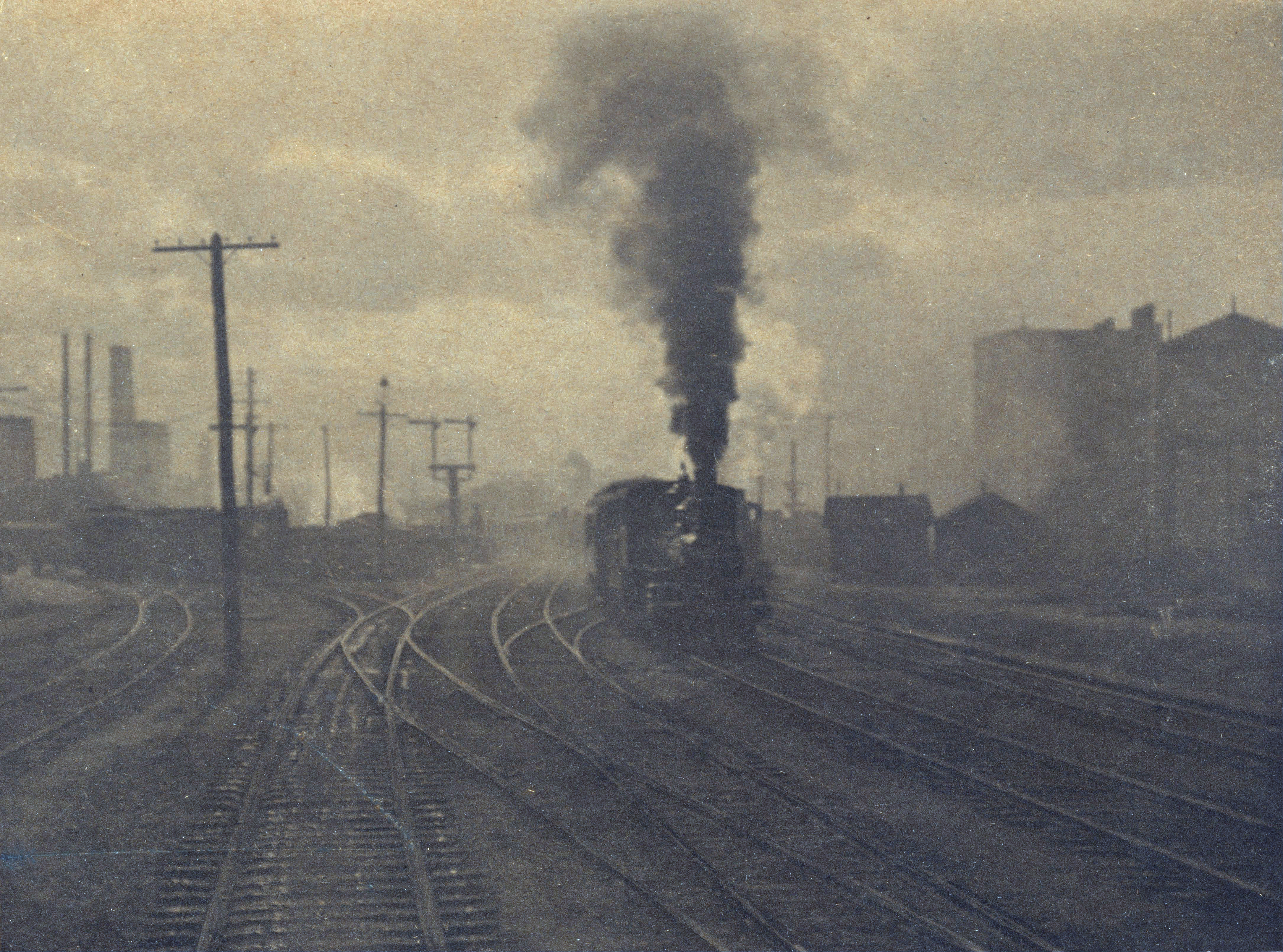
The Hand of Man, 1902
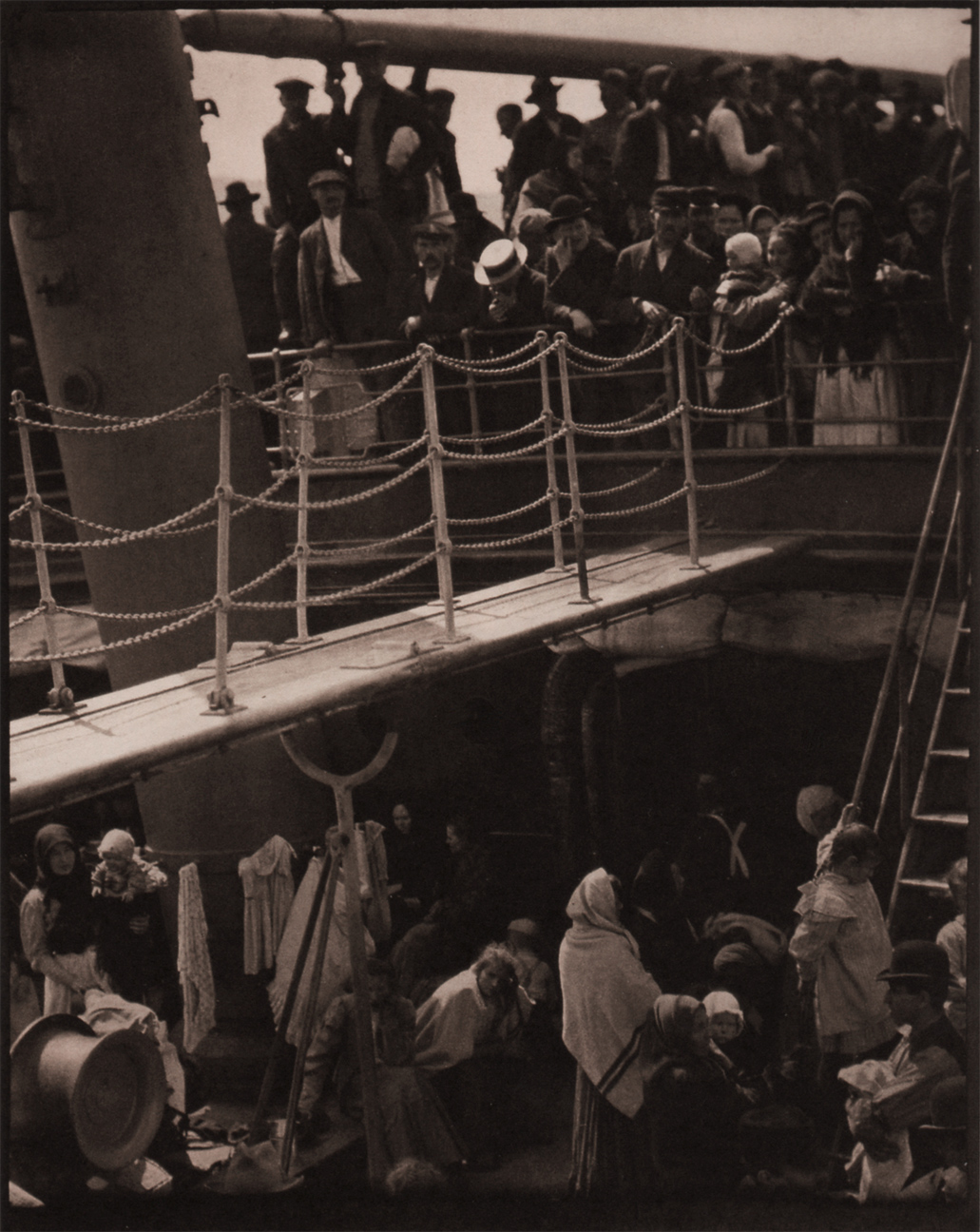
The Steerage（英語版）, publ. 1915
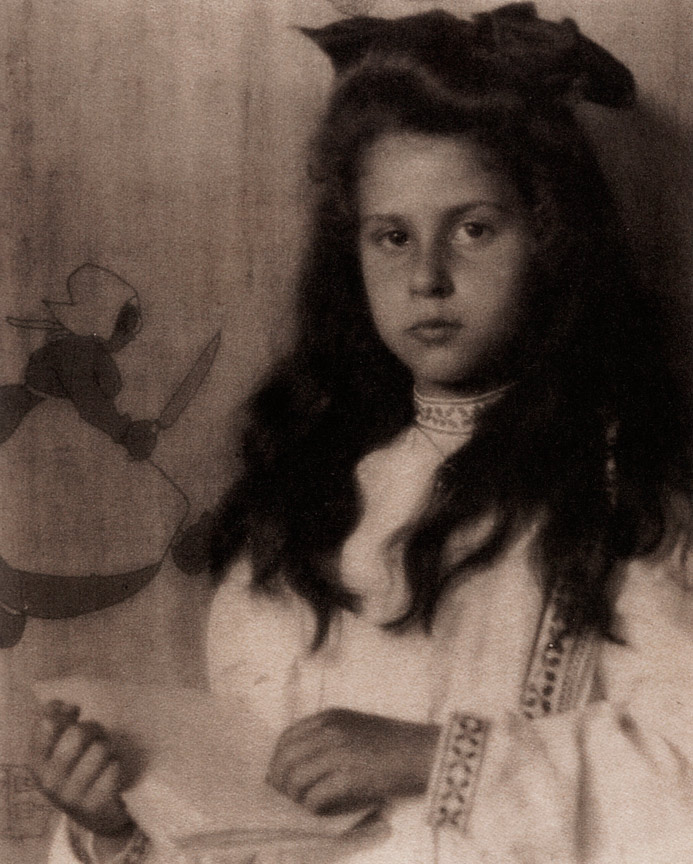
Katherine, 1905(スティーグリッツの娘キャサリン・スティーグリッツ（英語版）)
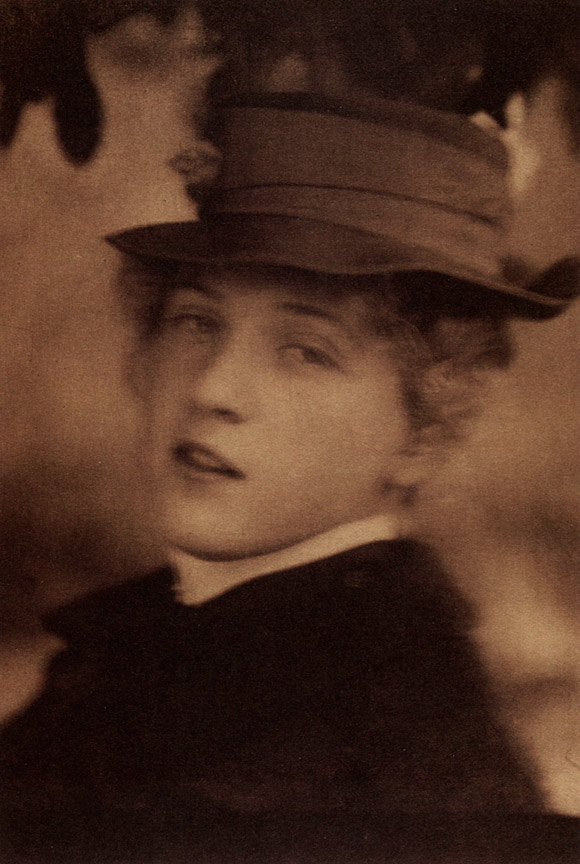
Miss S.R., 1905
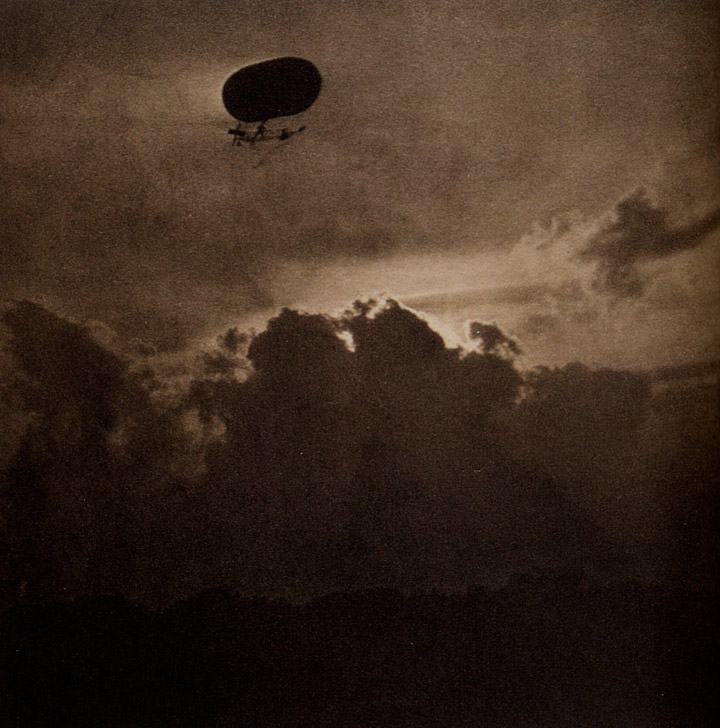
Dirigible, 1910
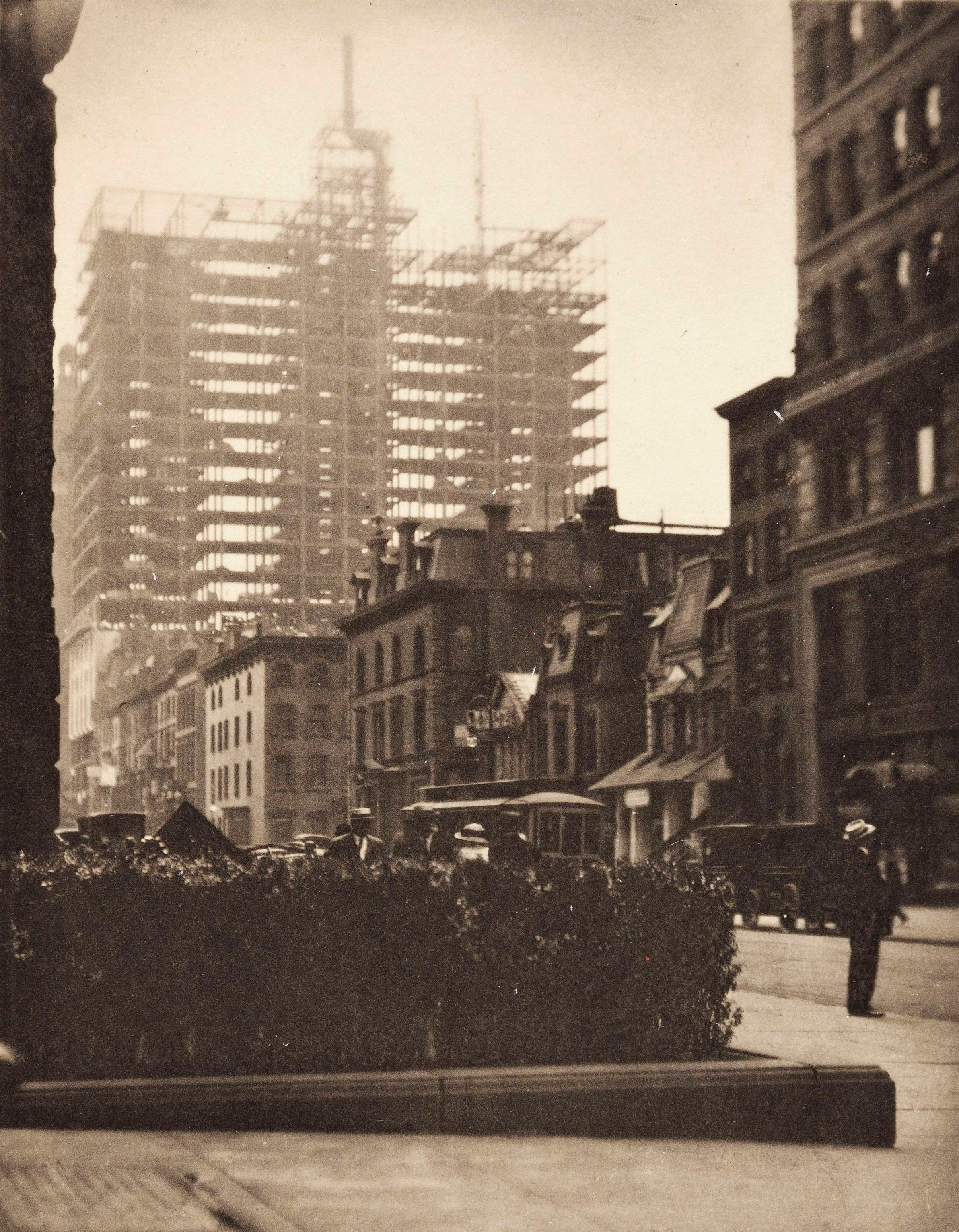
Old and New New York, 1910
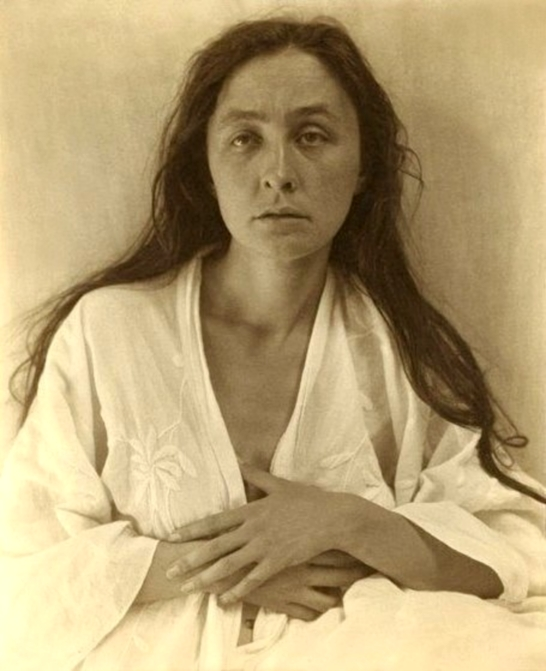
Georgia O'Keeffe, 1918(妻オキーフ)
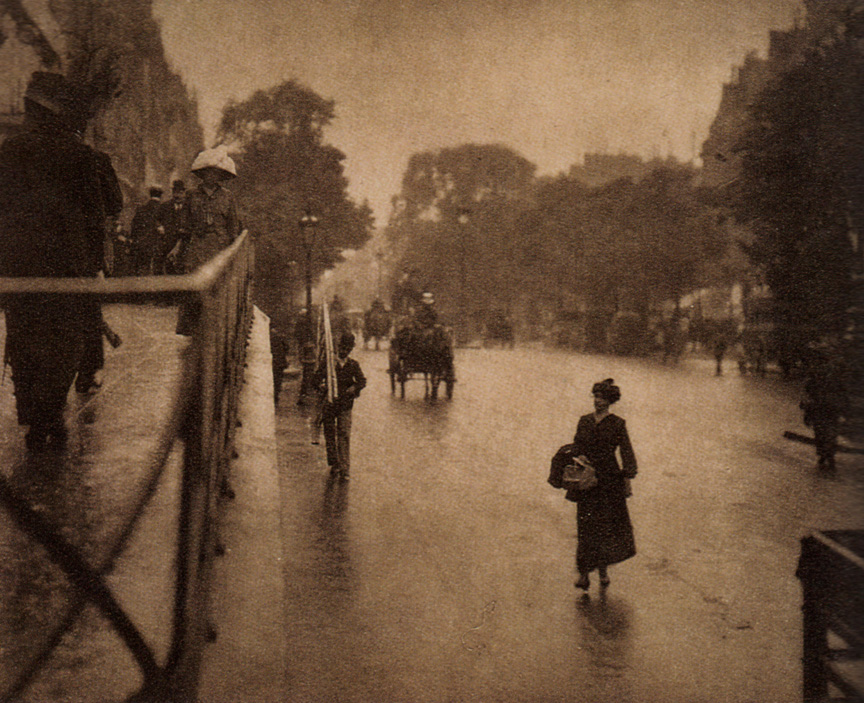
A Snapshot: Paris, 1911 (1/2)
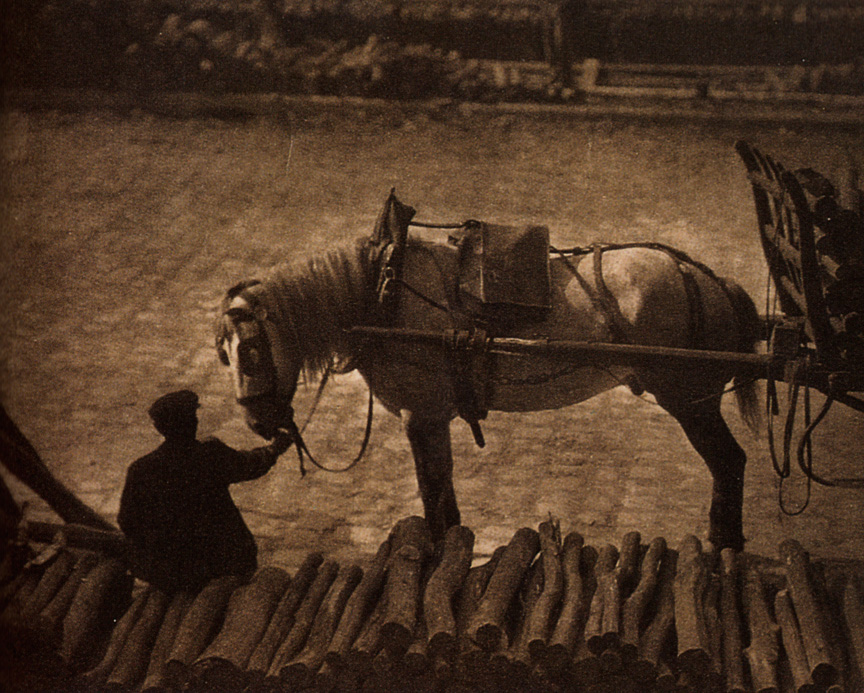
A Snapshot: Paris, 1911 (2/2)